# Skå församling

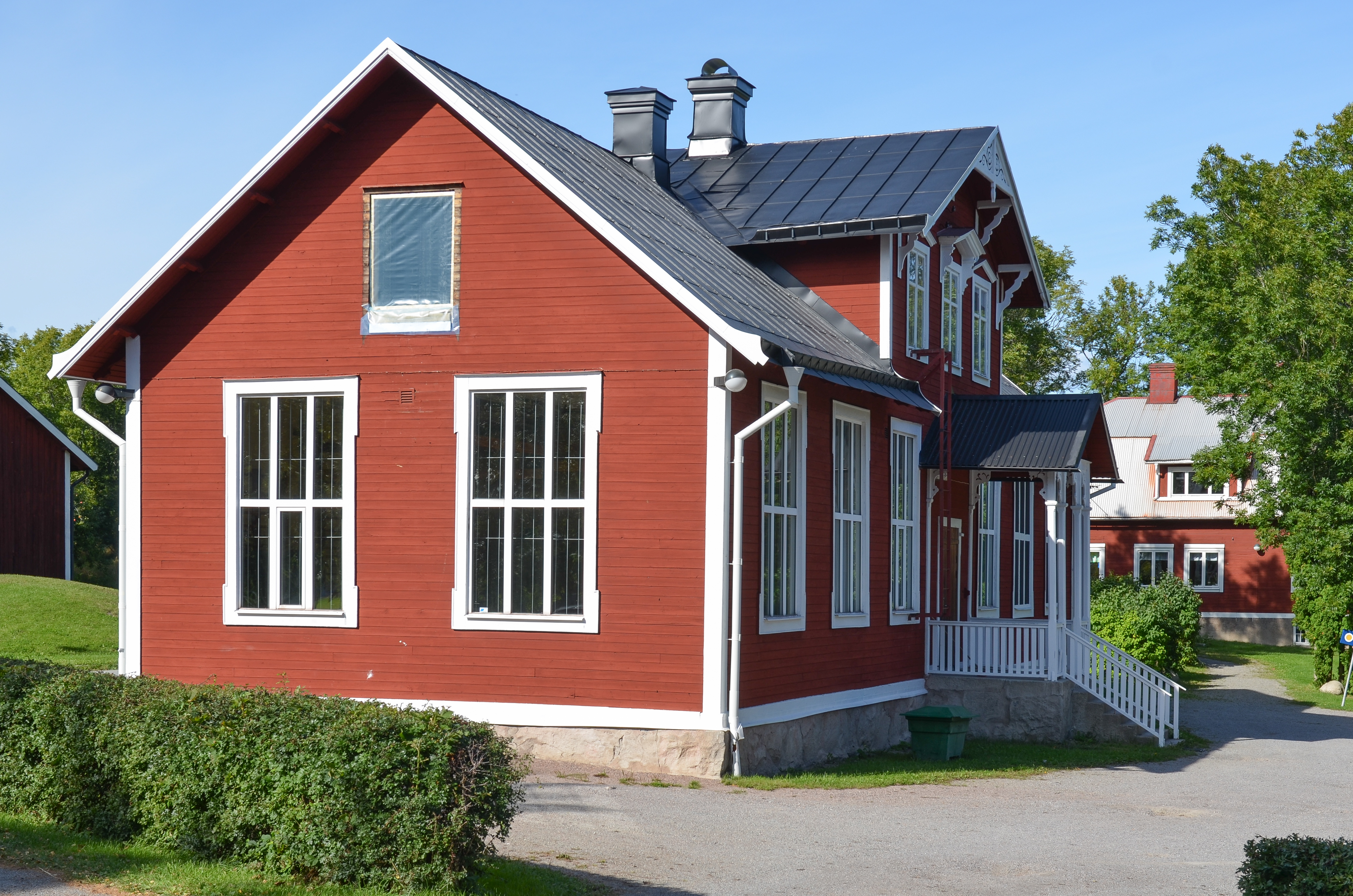
Skå kyrkskola.

Skå församling var en församling i Stockholms stift och i Ekerö kommun i Stockholms län. Församlingen uppgick 1992 i Färingsö församling.

## Administrativ historik
Församlingen har medeltida ursprung och var till 1943 vara annexförsamling i pastoratet Sånga och Skå. Från 1943 till 1992 annexförsamling i pastoratet Sånga, Skå, Färentuna och Hilleshög. Församlingen uppgick 1992 i Färingsö församling.

## Komministrar
| Ämbetstid | Namn                      | Levnadstid | Övrigt                                   |
| --------- | ------------------------- | ---------- | ---------------------------------------- |
|           | Johannes Erici            |            |                                          |
| 1631      | Laurentius Erici          |            |                                          |
| 1637-1642 | Perus Magni Skopelius     |            |                                          |
| 1661      | Johan Zachariae Westanius |            |                                          |
| 1668-1684 | Israel Lingzelius         | -1684      |                                          |
| 1685-1715 | Anders Morinus            | -1715      |                                          |
| 1715-1722 | Eric Forssberg            | -1722      |                                          |
| 1723-1730 | Eric Pauliander           | -1730      |                                          |
| 1730-1741 | Gabriel Tibelius          | 1691-1741  |                                          |
| 1742-1788 | Johan Bodman              | 1685-1788  |                                          |
| 1788-1803 | Adolf Fredric Lencker     | 1753-1803  |                                          |
| 1804-1812 | Adolf Wetterström         |            | Senare kyrkoherde i Vidbo församling.    |
| 1812-1818 | Johan Wilhelm Örner       |            | Senare kyrkoherde i Rimbo församling.    |
| 1819-1824 | Jonas Christian Sparling  |            | Senare kyrkoherde i Frösunda församling. |
| 1825-1826 | Eric Herman Widegren      | 1793-1826  |                                          |
| 1827-1833 | Matthias Wilhelm Holmberg |            | Senare kyrkoherde i Nysätra församling.  |
| 1833-     | Lars David Brolin         | 1796-      |                                          |

## Klockare och organister
| Ämbetstid        | Namn                 | Levnadstid | Övrigt                              |
| ---------------- | -------------------- | ---------- | ----------------------------------- |
| 1599, 1600, 1603 | Per                  |            | Klockare                            |
| 1617-1620        | Mårthen Eriksson     |            | Klockare                            |
| 1666             | Mats Eriksson        |            | Klockare                            |
| 1684             | John Mathsson        |            | Klockare                            |
| 1690             | Lars Ersson Tällfman |            | Klockare                            |
| 1696             | Lars Alexandersson   |            | Klockare                            |
| 1731-1752        | Anders Israelsson    | -1752      | Klockare                            |
| 1752-1760        | Eric Lindberg        | -1760      | Klockare.                           |
| 1760-1762        | Lind                 | -1762      | Organist och klockare.              |
| 1762-1769        | Abraham Swanström    | -1769      | Organist och klockare.              |
| 1769-1784        | Arnholdus Roberg     | 1744-1784  | Organist och klockare.              |
| 1784-1810        | Sven Gabriel Ekroth  | 1755-1810  | Organist och klockare.              |
| 1811-1832        | Eric Andersson       | 1789-1832  | Organist och klockare.              |
| 1832-1865        | Carl Gustaf Wibom    | 1810-1865  | Organist och klockare.              |
| 1865-1866        | Carl Fredrik Wibom   | 1843-1870  | Vikarierande klockare och organist. |
| 1866-            | Johan Fredrik Frölén | 1841-      | Organist, klockare och skollärare.  |

## Kyrkor
- Skå kyrka